# Розумівка (Полтавський район)
Розумівка — село в Україні, у Карлівській міській громаді Полтавського району Полтавської області. Населення становить 362 осіб. До 2020 орган місцевого самоврядування — Лип'янська сільська рада.

## Географія
Село Розумівка знаходиться на одному з витоків річки Суха Лип'янка, нижче за течією на відстані 1,5 км розташоване село Абрамівка. На річці кілька загат.

## Історія
З 1917 — у складі УНР. Згодом село окупували російські комуністи. 1941 сталіністів вигнали із села. 1943 вони повернулися. 1946 організували новий голодомор.
1991 мешканці села проголосували за відновлення державної самостійності України.
12 червня 2020 року, відповідно до розпорядження Кабінету Міністрів України № 721-р «Про визначення адміністративних центрів та затвердження територій територіальних громад Полтавської області», село увійшло до складу Карлівської міської громади.
19 липня 2020 року, в результаті адміністративно - територіальної реформи та ліквідації Карлівського району, село увійшло до складу новоутвореного Полтавського району Полтавської області.

## Об'єкти соціальної сфери
- Дитячий садок.
- Клуб.
- Магазин.

## Постаті
- Демиденко Микола Юрійович (1992—2014) — солдат Збройних сил України, учасник російсько-української війни[3].